# Gerry Neugebauer
Gerhart "Gerry"  Neugebauer (Göttingen (Alemania), 3 de septiembre de 1932 – Tucson (Arizona), 26 de septiembre de 2014) fue un astrónomo estadounidense conocido por sus trabajo en la astronomía infrarroja.

## Biografía
Neugebauer es hijo de Otto Neugebauer, un matemático austro-americano y Grete Bruck. Junto a su familia, emigraron a Estados Unidos en 1939 y alá estudió Física en la Universidad de Cornell en 1954 y su doctoradfo en el Caltech en 1960, con la tesis sobre la fotoproducción de piones negativos y positivos a partir de deuterio.
Durante su servicio militar, estuvo destinado al Laboratorio de Propulsión a Reacción y trabajó para el cuerpo de Artillería hasta 1962. Se unió a la facultad de Caltech en 1962 como profesor asistente, convirtiéndose en profesor titular de física en 1970. Fue nombrado profesor Howard Hughes en 1985 y presidente de la División de Física, Matemáticas y Astronomía en 1988. Aparte de esto, desempeñó como director del Observatorio Palomar desde 1980 hasta 1994.
Neugebauer participó activamente en la astronomía infrarroja y desempeñó un papel destacado en los estudios infrarrojos de los planetas. Además, y en gran parte a través de sus actividades con el Satélite astronómico infrarrojo (IRAS) y el Centro de Análisis y Procesamiento Infrarrojo (IPAC), dirigió estudios infrarrojos terrestres y espaciales de las estrellas, la Vía Láctea y otras galaxias. Sus observaciones junto a la de sus colegas en los observatorios Monte Wilson y Palomar revelaron miles de fuentes infrarrojas en el cielo, y proporcionaron la primera vista infrarroja del centro galáctico. Junto con Robert B. Leighton, completó el catálogo infrarrojo Caltech (IRC), el primer estudio infrarrojo del cielo, que catalogó más de 5.000 fuentes infrarrojas. Junto a Eric Becklin, descubrió el Objeto Becklin-Neugebauer, una fuente intensa de radiación infrarroja en la Nebulosa de Orión que es uno de los objetos más brillantes del cielo en longitudes de onda inferiores a 10 micrómetros.
Neugebauer jugó un papel destacado en el diseño y construcción del Observatorio W. M. Keck en Hawaii. Entre los numerosos premios de Neugebauer se encuentran dos medallas de logros científicos excepcionales de la NASA (1972, 1984), el premio de ciencia espacial de 1985 del Instituto Americano de Aeronáutica y Astronáutica, el premio de la conferencia Richmyer de 1985, el premio de 1986 Rumford, el Henry Norris Russell Lectureship de 1996, Herschel Medal (1998) y Bruce Medal (2010). Fue nombrado Científico del Año de California en 1986 por el  Museo de Ciencia e Industria de California, y fue elegido miembro de la Academia Nacional de Ciencias, la Sociedad Filosófica Estadounidense, la Academia Estadounidense de las Artes y las Ciencias y la Real Sociedad Astronómica.
Neugebauer estaba casado con la geofísica Marcia Neugebauer, una pionera en la investigación del viento solar en el Laboratorio de Propulsión a Reacción y los dos residían en Tucson, Arizona. Murió el 26 de septiembre de 2014 en Tucson, debido a una ataxia espinocerebelosa.